# Tök (növénynemzetség)
A tök (Cucurbita) a tökfélék (Cucurbitaceae) családjának névadó nemzetsége.
Magyarországon általában kertekben termesztik a tökfajokat. A tök nemzetség fajai Amerikából származnak, Európába, Ázsiába és Afrikába a spanyolok, portugálok vitték be a 16. században.
A tök terminus a Cucurbita fajok terjedésével jelentésváltozáson ment át. Az Európában jóval korábban megjelent lopótök (Lagenaria siceraria) bár szintén a tökfélék vagy kabakosok (Cucurbitaceae) családjának tagja, szűkebb értelemben nem tökfaj, mert ahogy a tudományos neve is mutatja, nem a tök (Cucurbita), hanem a Lagenaria nemzetségbe tartozik. Ugyanígy a fekete földitök (Bryonia alba) és a piros földitök (Bryonia dioica), amik a Bryonia nemzetség fajai, és az adventív gyepűtök (Sicyos angulatus) a Sicyos, vagy a süntök (Echinocystis lobata) az Echinocystis nemzetségekéi.

## Tökfajok és fajták
A 21. század első felére körülbelül tizenkét vadon élő fajt ismernek általában.
Az évelő, xerofita csoportba tartozó fajok:
- Cucurbita cordata Watson,
- Cucurbita digitata Gray,
- Cucurbita foetidissima Kunth,
- Cucurbita palmata Watson,
- Cucurbita pedatifolia Bailey
- Cucurbita radicans Naudin

Ez a csoport az Egyesült Államok délnyugati részétől és Alsó-Kaliforniától egészen Mexikó északi-középső és déli részéig terjed.
Az egynyári, mezofita csoportba tartozó fajok:
- Cucurbita argyrosperma Huber ssp. sororia Merrick & Bates,
- Cucurbita lundelliana Bailey,
- Cucurbita okeechobeensis Bailey ssp. martineziiAndres és Nabhan és ssp. okeechobeensis,
- Cucurbita pepo L. ssp. fraterna Lira et al., ssp. ovifera Decker var. ozarkana Decker és var. texana Filov,
- Cucurbita ecuadorensis Cutler és Whitaker
- Cucurbita maxima Duchesne ssp. andreana Filov.

Ennél a csoportnál az elterjedés szétszórtabb és széttagoltabb. Az Egyesült Államok középső részétől, Floridától, Texastól, Mexikó csendes-óceáni és öböl partvidékétől, Mexikó déli részétől, Közép-Amerika északi részétől, Ecuadortól, Perutól, Bolíviától, Argentína északnyugati és középső részéig és Uruguayig terjed.
Leginkább a mexikói terület a vadon élő Cucurbita fajok sokféleségének központja.

### Termesztésbe vont fajok
A termesztett tökök nagy része Magyarországon négy tökfajhoz tartozik. Ezek közül a laskatöknek nincsenek nagyon elkülönült fajtái, a pézsmatöknek kevés, az óriás- ill. spárgatöknek viszont számtalan termesztett fajtája van.

#### Spárgatök

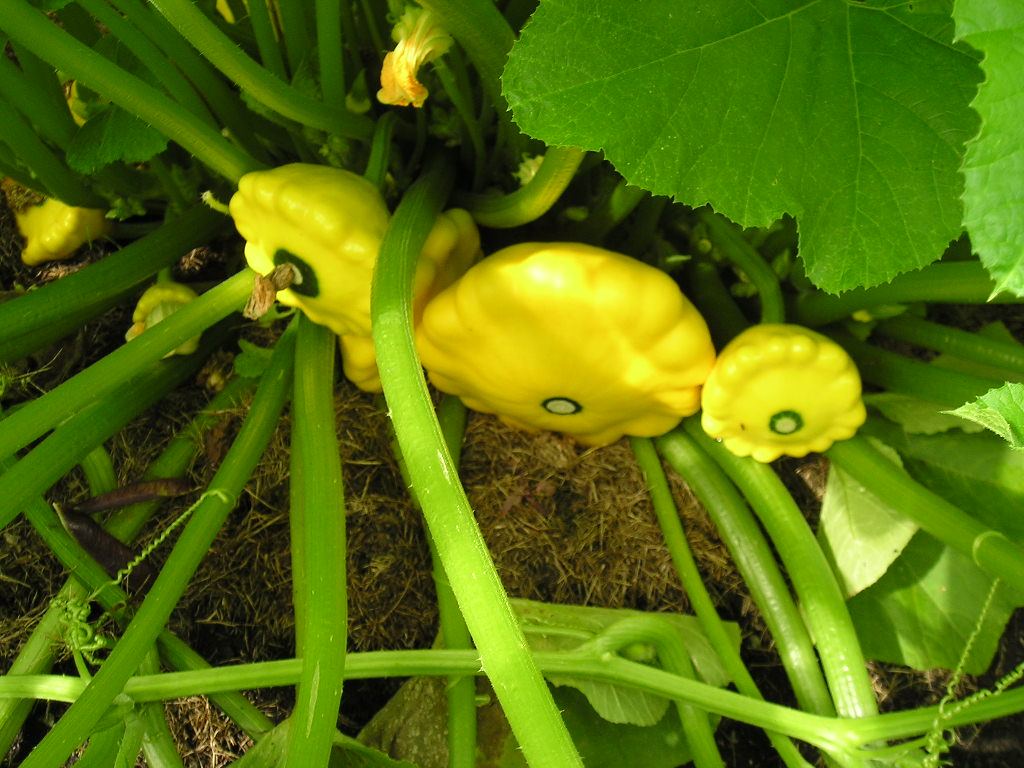
Patisszon

(Cucurbita pepo)

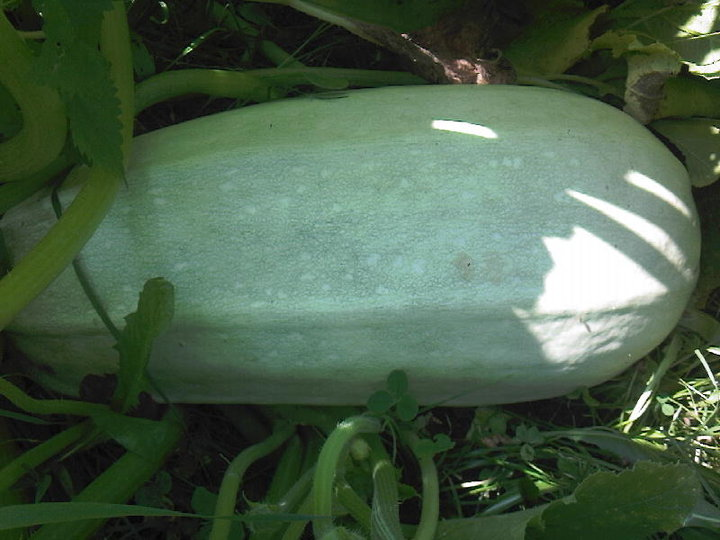
Spárgatök

Ismert nevei: főzőtök, közönséges tök, nyári tök, főzeléktök, spárgatök, kerti tök, úritök, étkezési tök. A fajtái közül (a teljesség igénye nélkül) megemlítendők:
- Spárgatök

(Cucurbita pepo var. pepo)
Táplálkozási értéke nem különösen nagy; értékessé a C- és A-vitamin, valamint a szénhidrát teszi. Használhatjuk elsősorban főzelék, de leves és kompót készítéséhez is. Magja is értékes, ha mosás után megszárítjuk és enyhén pirítjuk. Nemcsak gyerekcsemege, hanem prosztatabetegségek megelőzésére is használható. Édeskés ízű virágja is ehető.
- Olajtök

(Cucurbita pepo var. patissonina)
A spárgatök egy variánsa, ismert stájertök néven is. Héjatlan magja sok gyógyhatású olajat tartalmaz. Hazánkban a XX. század elején honosították meg az olajtököt, és elsősorban az Őrségben foglalkoznak termesztésével és az olajütéssel (az olaj préselésével).

Cukkini

- Cukkini

(Cucurbita pepo var. giromontia)
Beltartalmi értéke a többi spárgatökhöz hasonló (mivel ezek közé tartozik). Színe a sötétzöldtől a csíkozott, esetleg cirmos szürkészöldön át a sárgáig sokféle lehet. Formája lehet hosszúkás vagy körte alakú, de létezik gömbölyű változata is. Rendszerint egészen zsengén szedik, mert ilyenkor a legjobb az íze. Sokoldalúan felhasználható. Nyersen salátákban és savanyítva, hőkezelve héjastul vagy hámozva, magjaival, ill. kikaparva, grillezve, pirítva, rántva, főzeléknek és levesben is.
- Csillagtök

(Cucurbita pepo var. patisoniana)
Idegen eredetű neve patisszon. A spárgatökhöz hasonló színű és ízű (mivel vele azonos fajú), korong alakú, csipkézett szélű. A spárgatök beltartalmi értékeitől nem tér el jelentősen, de C-vitamin tartalma 30 mg/100 g. Sokrétűen felhasználható. Téli savanyúságnak 3–12 cm-esen már szedhető, a fejlettebbek főzeléknek vagy rántott töknek jók. Vásárlásnál nyomjuk bele a körmünket, mert amelyikbe nem tudjuk belenyomni, az már öreg, nem szabad megvenni. Főzeléknek ilyenkor is alkalmas, de péppé fő, és az íze sem a legjobb.
- Spagettitök

(Cucurbita pepo var. fastigata)
Gyakran keverik a fügelevelű tökkel (Cucurbita ficifolia). Mindkettőt nevezik laskatöknek és "isten gyalulta tök"-nek is, mert hőkezelés hatására húsuk spagettihez hasonló szálakra szedhető. Színe a narancssárgától a halványzöldig sokféle lehet. A kálium, mangán, folsav, C-vitamin, B6-vitamin, A-vitamin és béta-karotin tartalma kiemelkedően magas. Tartalmaz luteint és zeaxantint is.
Ehhez a fajhoz tartoznak dísztök-fajták is.

#### Óriástök
(Cucurbita maxima)

Óriástök

Régóta ismert és termesztett növény Magyarországon is, tápértéke nagyobb mint a spárgatöké. Különösen sok benne a karotin (A-provitamin), de szénhidrát-tartalma is közelíti a burgonyáét. Főleg sütve fogyasztják, de a cukrásziparban is használják alapanyagnak. Akkor szedik, amikor a dér már megcsípte, mert ilyenkorra a keményítőtartalma többé-kevésbé elcukrosodik. Fagymentes, hideg helyen jól tárolható. Ide tartozik több fajta takarmánytök is. Termése általában nagy, jellegzetesen bordázott.
Nevezik bécstöknek, tamburatöknek vagy olasztöknek is. Romániában: doblec, erdélyben: sütőtök. Elterjedt neve még az „úritök”.

#### Pézsmatök
(Cucurbita moschata)

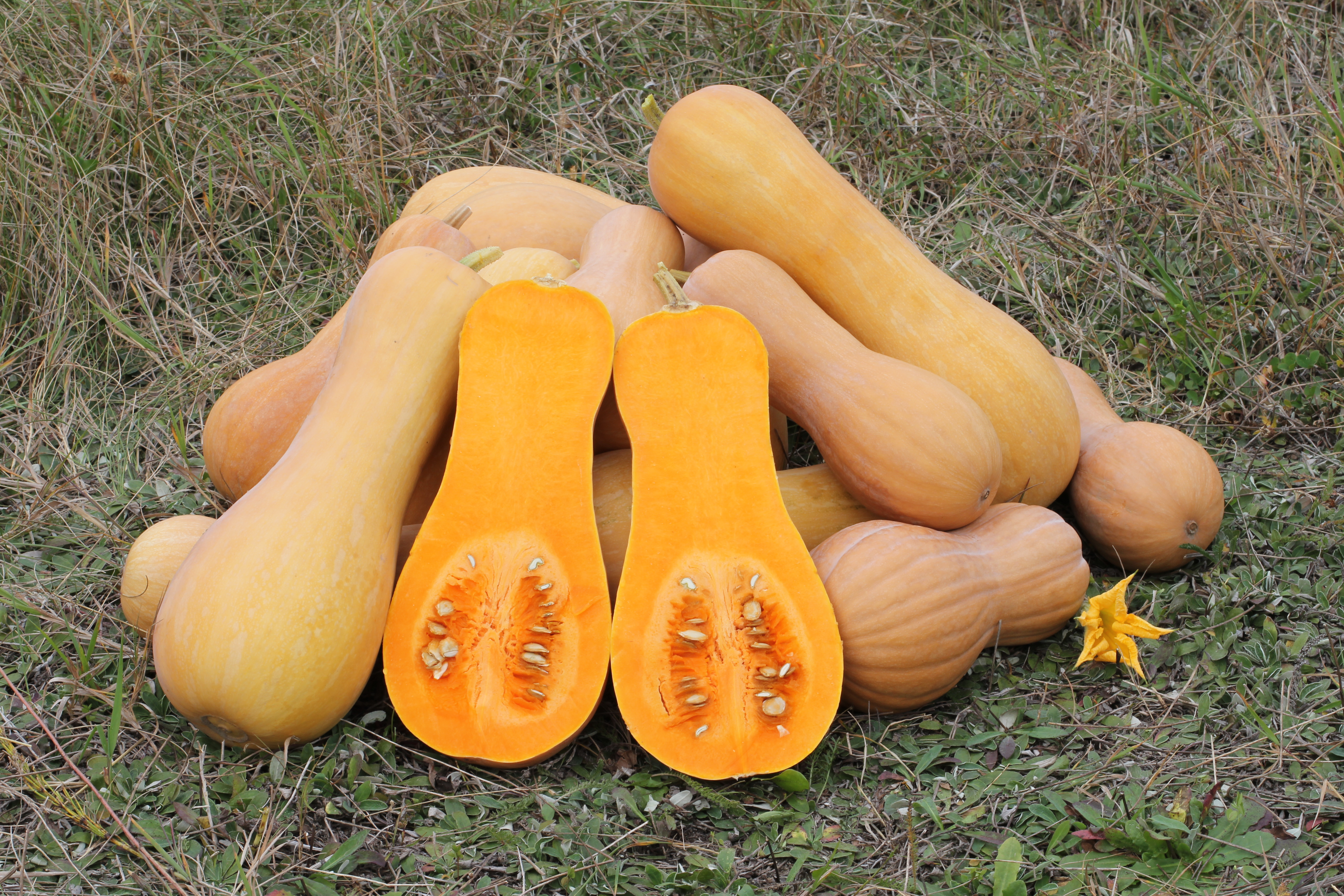
Pézsmatök

Ismert sonkatök, bébitök néven is (manapság a tájékozatlan fordítók jóvoltából elterjedt a vajdió, vagy vajtök megnevezés is). A termés alakja jellegzetes, a kocsánytól távolabbi vége kiszélesedő. Húsa a sok karotintól élénk narancssárga.
Szinte kizárólag sütőtöknek használják, majdnem teljesen kiszorította az óriástök sütni való fajtáit.

#### Laskatök
(Cucurbita ficifolia)

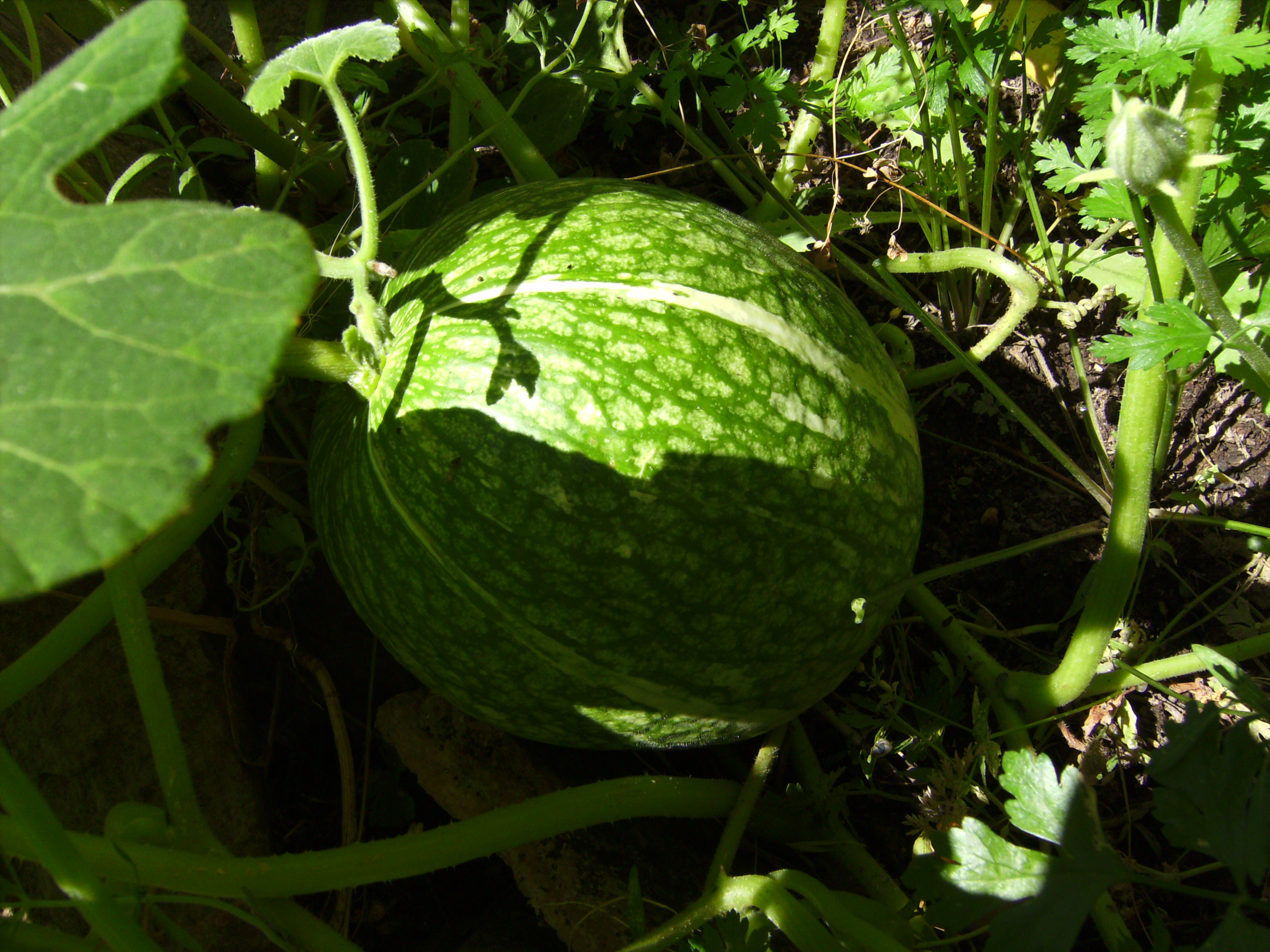
Laskatök

Ismert még mint Fügelevelű tök vagy Istengyalulta tök is. Termése 5-6% cukortartalmú. A karotin kevesebb benne, mint a spárgatökben, de sok ásványi sót tartalmaz.
Évelő kúszónövény. A héjától jól elkülönülő, 2-3cm vastag húsa a hőkezeléstől vékony szálakra esik szét, hasonlóan a spagettitökhöz, ezért ezt is, azt is nevezik laskatöknek, vagy "isten gyalulta töknek".
A növény több része ehető. Zöldje, virága és zsenge termése főzeléknek, az érett tökhús és a magok édességekben használhatók.
Hűvös helyen jól eltartható. Enyhe telű területeken hatalmas répagyökerével áttelel.
Fuzárium-ellenálló képessége miatt uborkát oltanak rá.

## Tökmag

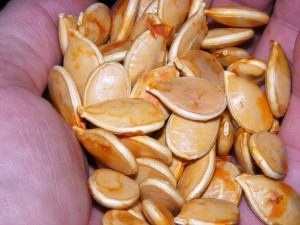
Tökmag
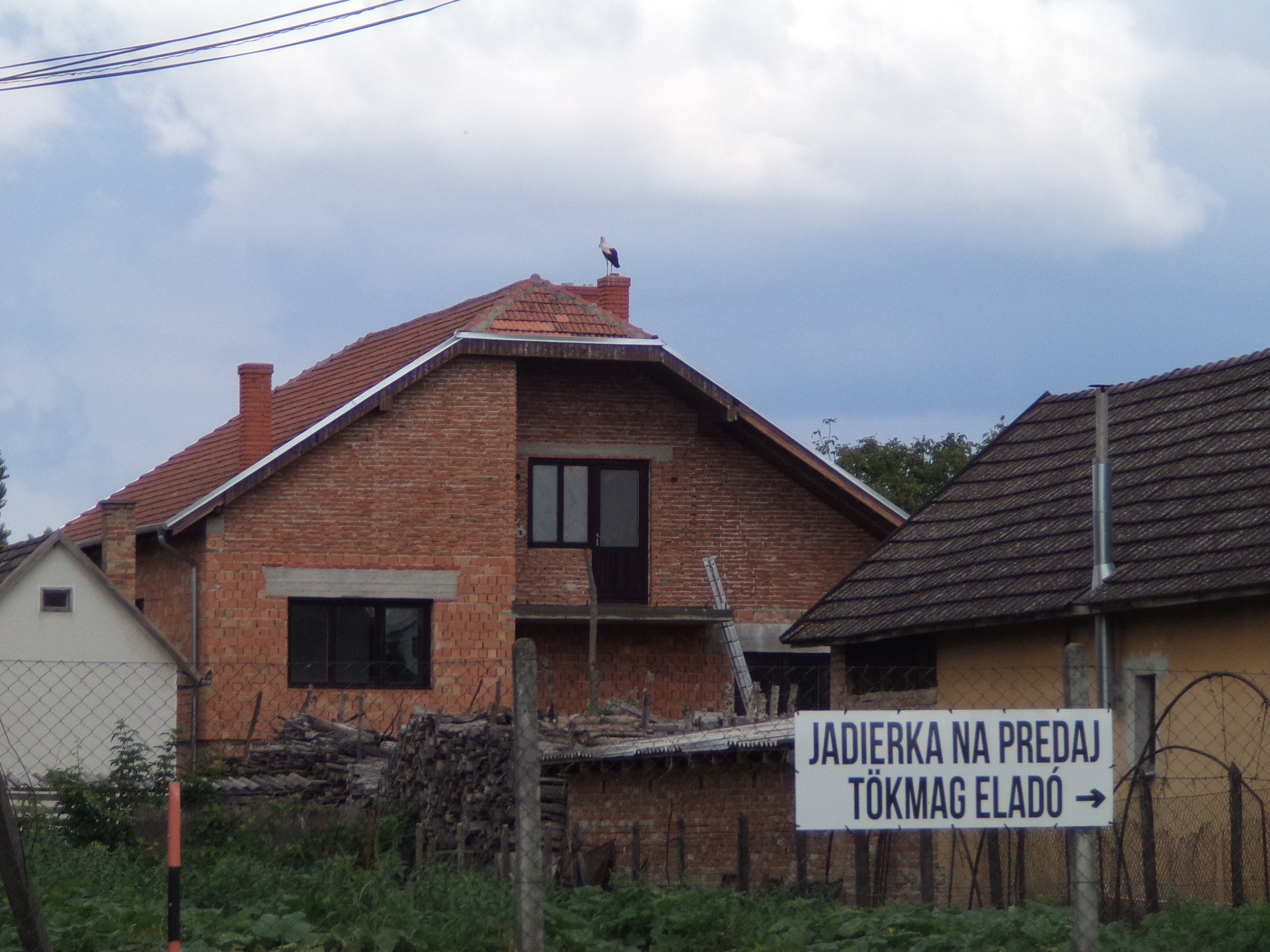
Tökmagárusítás reklámja faluhelyen

A tök termésében lévő magokat sokfelé önállóan is fogyasztják. A tökmagot péksüteményekbe is gyakran belesütik. A Kárpát-medencében nagy népszerűségnek örvend, sok sportesemény alkalmával fogyasztják.
A tökmagolajnak gyógyító hatást is tulajdonítanak.

## Termesztése
A tök egy nagyon elterjedt növény, amelyet számos országban termesztenek a világon.  2021-ben a tököt több mint 110 országban termesztették, és az éves termés mennyisége meghaladta a 27 millió tonnát.
A világ legnagyobb tök termelői közé tartozik Kína, Paraguay, Ukrajna, Oroszország és az USA. Ezek az országok a 2021-es termelésük alapján az első öt helyen álltak. 2021-ben Kína az éves világ tök termésének a 27%-át adta.

## Rendszerezés
A nemzetségbe az alábbi 18 faj és 1 hibrid tartozik:
- Cucurbita andreana Naudin
- ezüstmagvú tök (Cucurbita argyrosperma C.Huber)
- Cucurbita cordata S.Watson
- Cucurbita cylindrata L.H.Bailey
- Cucurbita digitata A.Gray
- Cucurbita ecuadorensis Cutler & Whitaker
- fügelevelű tök (Cucurbita ficifolia Bouché)
- Buffalo-tök (Cucurbita foetidissima Kunth)
- Cucurbita galeottii Cogn.
- Cucurbita lundelliana L.H.Bailey
- óriástök (Cucurbita maxima Duchesne)
- Cucurbita melopepo L.
- pézsmatök (Cucurbita moschata Duchesne)
- Cucurbita okeechobeensis (Small) L.H.Bailey
- Cucurbita palmata S.Watson
- Cucurbita pedatifolia L.H.Bailey
- termesztett tök (Cucurbita pepo L.) - típusfaj
- Cucurbita radicans Naudin
- Cucurbita × scabridifolia L.H.Bailey

## Toxicitás
A tök nemzetség és rokonainak, így például a cukkini vagy az uborka vad fajai is kesernyés ízűek, amit termesztésük során, nemesítéssel vontak ki, így a ma ismert ehető fajták már általában nem tartalmaznak keserűanyagot. Azonban a vad típusokkal (pl. dísztökökkel) való visszakeresztezés eredményeként, vagy spontán fordított mutációval a mag önszaporodása esetén, illetve egyes kutatások szerint aszályos időkben, az eredetileg a rovar és gomba kártevők ellen termelt különféle keserű ízű méreganyagokat a növények újra előállítják. Ezek, a tökfélék (Cucurbitaceae) és számos más növénycsalád tagjaiban is megtalálható terpenoidok, a kukurbitacinok, egy igen változatos vegyületcsoport, amit a gyógyászatban és rovarölőszerként is használnak. Már kis mennyiségben is hányingert, hányást, hasmenést, sőt életveszélyes bélkárosodást is okozhat. Keserű íz észlelésekor ezért tilos a növényrészek felhasználása, elfogyasztása.